# Sigered de Kent

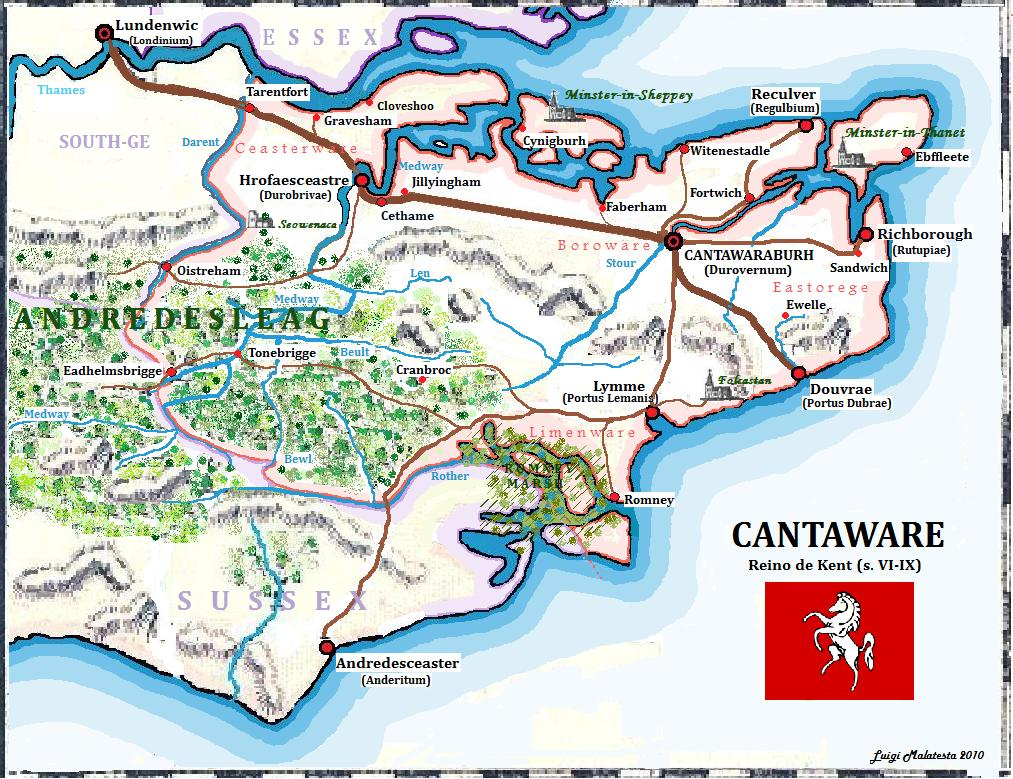
Kent a l'època anglosaxona.

Sigered va ser rei de Kent juntament amb Eadberht II en una data imprecisa, probablement després d'Eardwulf. En aquesta època Kent va ser un regne controlat per Mèrcia, encara que continuaven havent persones amb el títol reial. Segons l'historiador Highes, estava emparentat amb Sigeberht de Wessex.
Només se'n conserven dues cartes de donacions amb el seu nom, una de les quals datada en el 762 i amb la signatura d'Eadberht II com a testimoni.